# Старіння Японії

Віково-статева піраміда Японії 2020 року з прогнозами до 2100 року

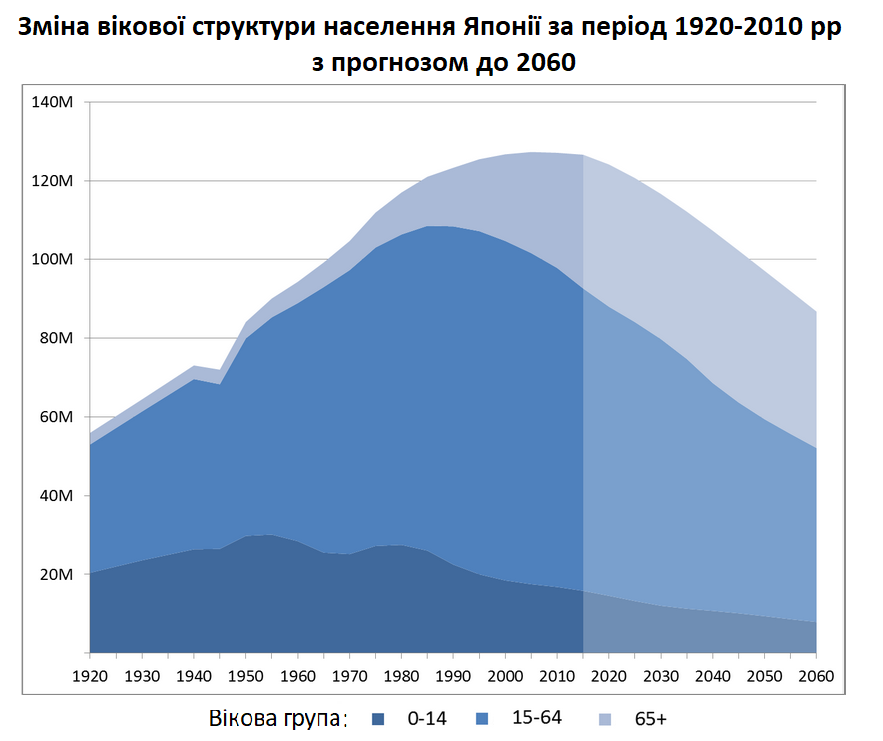
Населення Японії за трьома демографічними категоріями (з 1920 по 2010 рік, з прогнозами до 2060 року)

Серед усіх країн Японія має найбільшу частку людей літнього віку. Оцінки 2014 року показали, що близько 38% населення Японії старше 60 років, а 25,9% — старше 65 років, у 2022 році цей показник зріс до 29,1%. До 2050 року, за оцінками, очікується, що одна третина населення Японії становитиме 65 років і старше. Старіння японців передувало подібній тенденції в інших країнах, таких як Південна Корея та Китай.
Очікується, що процес старіння японського суспільства, який характеризується рівнем народжуваності нижчем від рівня відтворення та високою очікуваною тривалістю життя, буде продовжуватися. У період з 1947 по 1949 роки в Японії відбувся післявоєнний бебі-бум, за яким послідував тривалий період низької  народжуваності. Ці тенденції призвели до скорочення населення Японії після досягнення піку в 128,1 мільйона людей в жовтні 2008 року. 2014 року населення країни становило 127 мільйонів. Очікується, що ця цифра скоротиться до 107 мільйонів (на 16%) до 2040 року та до 97 мільйонів (на 24%) до 2050 року, якщо поточна демографічна тенденція збережеться. Глобальний аналіз 2020 року показав, що Японія — одна з 23 країн, у яких до 2100 року може спостерігатися загальне скорочення населення на 50% або навіть більше. Ці тенденції змусили деяких дослідників стверджувати, що Японія перетворюється на «супер-старе» суспільство як у сільській, так і в міській місцевості.
Громадяни Японії переважно вважають свою країну комфортною та сучасною, відчуття «демографічної кризи» не поширено. Японський уряд відповів на занепокоєння з приводу шкоди, яку демографічні зміни завдають економіці та соціальній сфері, політикою, спрямованою на відновлення рівня народжуваності, а також підвищення активності літніх людей у суспільстві.

## Динаміка старіння

Японський демографічний перехід у 1888-2019

З 1974 по 2014 рік кількість японців віком від 65 років зросла майже вчетверо, становлячи 26% населення Японії, або 33 мільйона осіб. За цей же період частка дітей віком до 14 років зменшилася з 24,3% у 1975 до 12,8% у 2014 році. Кількість літніх людей перевищила кількість дітей у 1997 р.; у 2014 р. продажі підгузників для дорослих перевищили продажі підгузків для немовлят. Ця зміна демографічного складу японського суспільства, яку називають старінням населення (яп. 高齢化社会, ко:реікасякаі), відбулася за коротший період часу, ніж в будь-якій іншій країні. У вересні 2023 року кількість японців віком 80 років і старше перевищила 10% населення, а в квітні 2024 року частка дітей віком до 15 років скоротилася до рекордних 11,5%.
Відповідно до прогнозів 2011—2012 років, заснованих на тодішньому рівні народжуваності, особи старше 65 років становили б 40% населення до 2060 року, а загальна чисельність населення скоротилася б на одну третину з 128 мільйонів у 2010 році до 87 мільйонів у 2060 році. Частка літніх громадян Японії мала б стабілізуватися. Однак, за даними Всесвітнього економічного форуму 2023 року, кількість населення від 65 років становитиме близько 40% вже до 2050 року. Через стагнацію народжуваності, за оцінками 2015 року, частка молодих людей (віком до 19 років) в Японії становитиме лише 13% у 2060 році, порівняно з 40% у 1960 році.
Економісти з Університету Тохоку встановили зворотний відлік до національного вимирання, який передбачає, що в 4205 році в Японії залишиться лише одна дитина. Ці прогнози спонукали прем’єр-міністра Абе Сіндзо встановити поріг скорочення населення у 100 мільйонів осіб.

## Причини

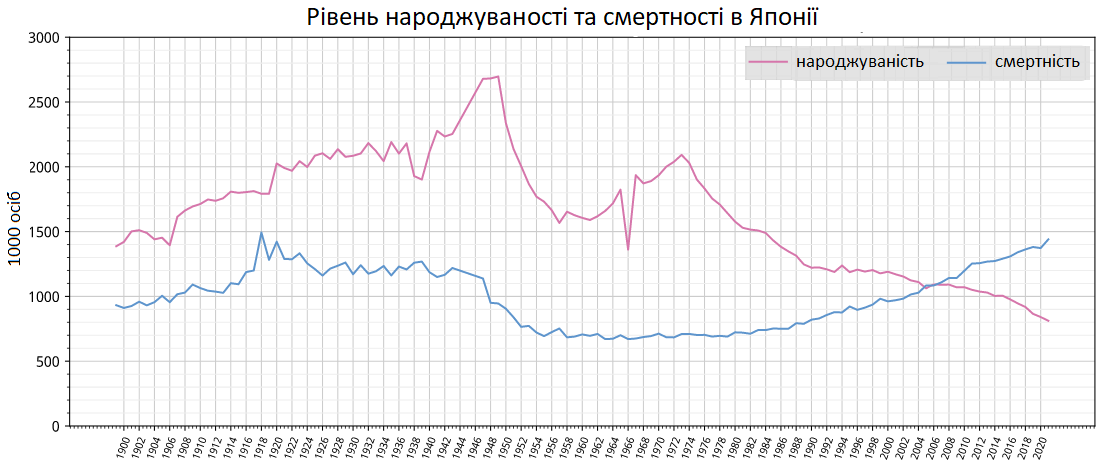
Рівень народжуваності та смертності в Японії (падіння в 1966 році відбулося через те, що він був хіное ума: рік, який в японському Зодіаку вважається лихим).

### Висока очікувана тривалість життя
Очікувана тривалість життя в Японії в 2016 році становила 85 років: 81,7 рік для чоловіків і 88,5 років для жінок. Оскільки загальне населення Японії скорочується через низький рівень народжуваності, частка літніх людей зростає.
Очікувана тривалість життя при народженні швидко зросла після закінчення Другої світової війни, коли середня очікувана тривалість життя становила 54 роки серед жінок і 50 серед чоловіків, а відсоток населення у віці 65 років і старше стабільно зростає з 1950-х. Загальновідомим прикладом є Японія, де близько 30% населення старше 65 років. Збільшення очікуваної тривалості життя призвело до зниження рівня смертності до 1980-х років, але потім смертність знову зросла до історичного максимуму (з 1950 року) у 10,1‰ на 1000 осіб у 2013 році.
Такі фактори, як якісне харчування, передові медичні та фармакологічні технології та добрі умови життя, сприяли тому, що очікувана тривалість життя перевищує середню. Крім того, мир і процвітання після Другої світової війни були невід’ємною частиною масштабного економічного зростання післявоєнної Японії, що ще більше сприяло довголіттю населення. Частка витрат на охорону здоров’я також різко зросла, оскільки літнє населення Японії проводить більше часу в лікарнях і відвідує лікарів. Згідно досліджень, у 2011 році щоденно 2,9% людей у віці 75–79 років перебували в лікарні, а 13,4% відвідували лікаря.

### Низький рівень народжуваності

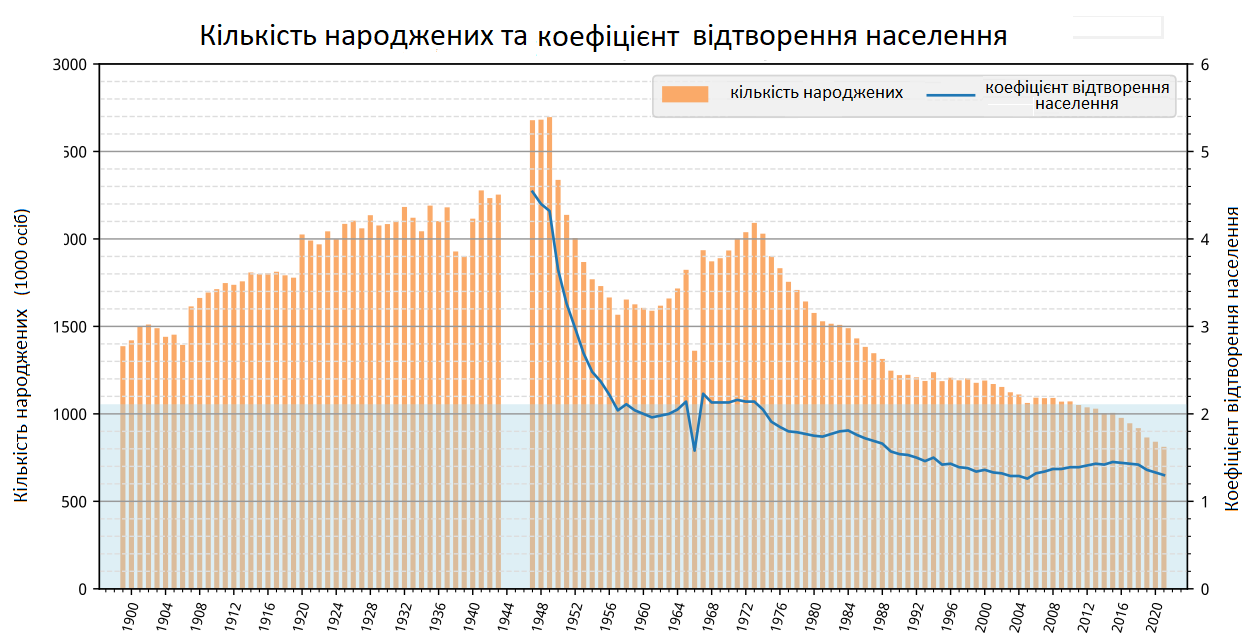
Сумарний коефіцієнт народжуваності в Японії

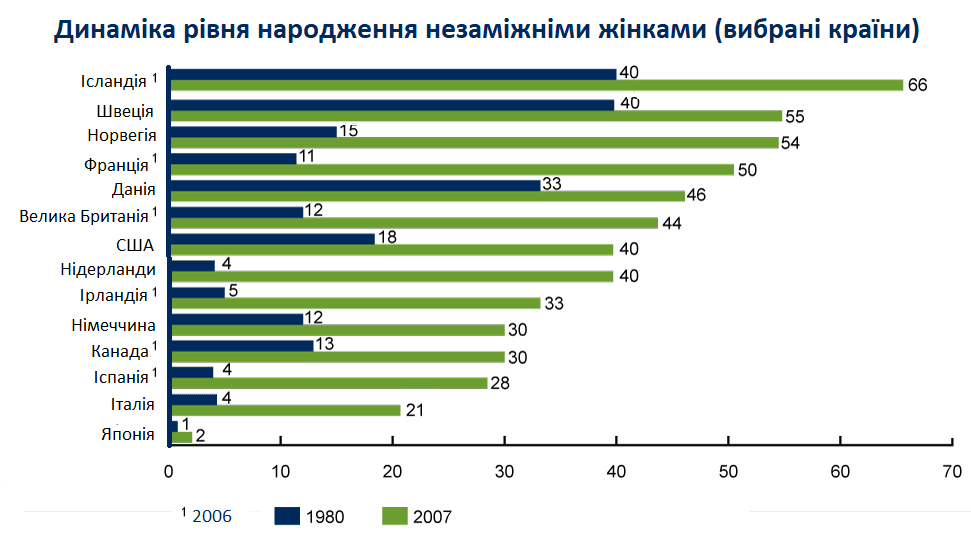
Відсоток народжень неодруженими жінками у вибраних країнах, 1980 і 2007 роках. Як видно з діаграми, Японія не дотримується тенденції західних країн щодо народження дітей поза шлюбом.

Сумарний коефіцієнт народжуваності в Японії (або СКН, кількість дітей, народжених кожною жінкою протягом її життя) залишався нижче порогу відтворення в 2,1 з 1974 року та досяг історичного мінімуму в 1,26 у 2005 році. Станом на 2016 рік, СКН становив 1,41 народжених дітей на одну жінку. Експерти вважають, що ознаки незначного збільшення відображають закінчення «темпового ефекту», який виникає внаслідок зміни часу народження дітей, а не позитивні зміни.

### Економіка та культура
Низка економічних і культурних факторів сприяла зниженню народжуваності наприкінці XX століття: пізніші та рідші шлюби, вища освіта, урбанізація, збільшення кількості нуклеарних сімей (а не розширеної сім’ї), поганий баланс між роботою та особистим життям, збільшення кількості жінок на ринку праці, зниження заробітної плати та довічної зайнятості, невеликі житлові площі та високі витрати на виховання дитини.
Багато молодих людей стикаються з економічною незахищеністю через відсутність постійної роботи. Близько 40% робітників Японії є нерегулярними працівниками, включно з працюючими неповний робочий день і тимчасовими працівниками. За даними Міністерства праці, непостійні працівники заробляють приблизно на 53% менше, ніж звичайні у порівняному місячному вирахуванні. Молоді чоловіки з цієї групи рідше розглядають можливість вступу в шлюб або одруження. Багато молодих японців також повідомляють, що перевтома від праці перешкоджає їхній мотивації будувати романтичні стосунки.
Хоча більшість подружніх пар мають двох або більше дітей, чимраз більше молодих людей відкладають або зовсім відмовляються від шлюбу та батьківства. Консервативні гендерні ролі часто означають очікування від жінок, що вони залишаться вдома з дітьми, а не працюватимуть. Між 1980 і 2010 роками відсоток населення, яке ніколи не одружувалося, зріс з 22% до майже 30%, попри продовження старіння населення, а до 2035 року кожен четвертий чоловік не одружиться в кращі батьківські роки. Японський соціолог Ямада Масахіро ввів термін «паразит-одинак» (яп. パラサイトシングル, парасайто сінґуру) для неодружених жінок від 20 до 30 років, які продовжують жити з батьками.
Результати урядового опитування, оприлюднені 14 червня 2022 року, показали, що чверть неодружених та 46,4% осіб у віці за 30 років не мають бажання одружуватися, причому 26,5% чоловіків і 25,4% жінок вважають за краще залишатися неодруженими. Поширеними причинами відмови від шлюбу є втрата свободи, фінансовий тягар і робота по дому. Неодружені жінки основними причинами називали тягар роботи по дому, догляду за дітьми та хворими, а чоловіки посилалися на фінансову нестабільність та нестабільність праці. Деякі жінки також заявили про небажання змінювати прізвище.

### Показники незайманості та помірності

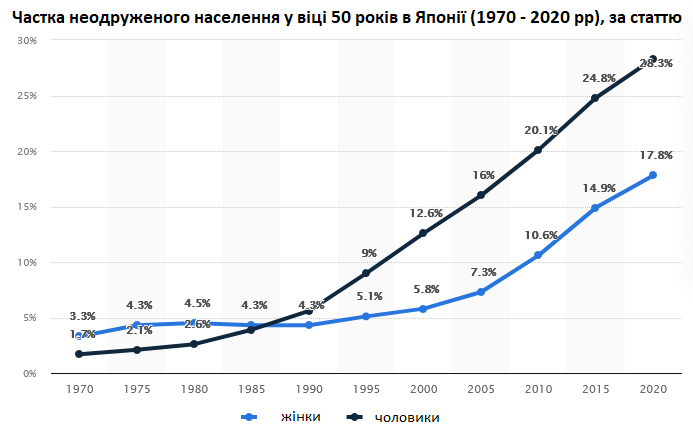
Частка неодруженого населення Японії у віці 50 років станом на 2020 рік

У 2015 році 1 з 10 дорослих японців у віці 30 років повідомив, що не мав сексуального досвіду. Підрахувавши людей, які, можливо, мали одностатеві стосунки, дослідники вирахували, що близько 5% людей не мають жодного сексуального досвіду. Відсоток жінок віком від 18 до 39 років без досвіду становив 24,6% у 2015 році, збільшившись порівняно з 21,7% у 1992 році. Так само відсоток чоловіків віком від 18 до 39 років становив 25,8% у 2015 році, що на 20% більше, ніж у 1992 році. Чоловіки зі стабільною роботою та високим рівнем доходу частіше займаються сексом, а чоловіки з низьким рівнем у 10-20 разів рідше мають сексуальний досвід. І навпаки — жінки з нижчим рівнем доходу частіше мали статевий акт. Безробітні чоловіки увосьмеро частіше залишаються незайманими, а ті, які працюють неповний робочий день або тимчасово зайняті — учетверо.
Згідно з опитуванням 2010 року, 61% неодружених японців у віці 20 років і 70% у віці 30 років називають себе «травоїдними чоловіками» (яп. 草食男子, сосьоку дансі), тобто не зацікавленими в шлюбі чи дівчині.
Опитування Кабінету міністрів Японії у 2022 році показало, що близько 40% неодружених японців у віці 20 років ніколи не ходили на побачення, а 25% молодих дорослих жінок сказали, що ніколи не зустрічалися. Підраховано, що 5% одружених чоловіків і жінок, які не мали жодного партнера для побачень, скористалися послугами конкацу (скорочення від кеккон кацудо, або «полювання на шлюб», серія стратегій з пошуку партнера, подібних до пошуку роботи) щоб знайти пару.

## Наслідки

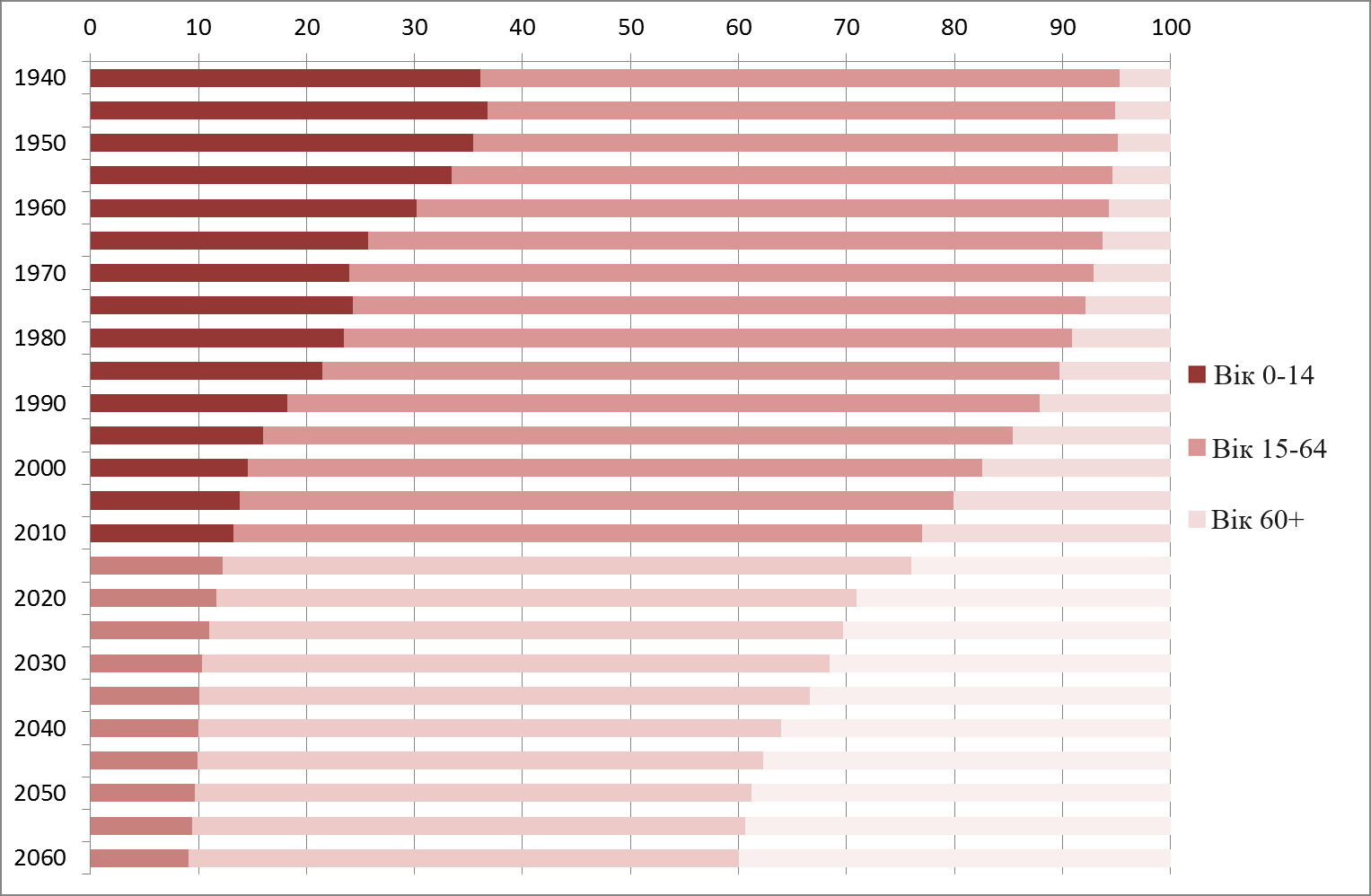
Вікова демографічна структура Японії з 1940 по 2010 роки з прогнозами до 2060 року

Демографічні тенденції змінюють відносини між поколіннями та всередині них, створюють нові обов’язки уряду та змінюють багато аспектів японського суспільного життя. Старіння та зменшення чисельності населення працездатного віку викликало занепокоєння щодо майбутнього робочої сили країни, потенційного економічного зростання та платоспроможності національної системи пенсійного забезпечення та охорони здоров’я.

### Соціальні
Менше населення могло б зробити перенаселені мегаполіси країни придатнішими для життя, а стагнація економічного виробництва могла б піти на користь скороченню робочої сили. Проте низька народжуваність і висока тривалість життя перевернули стандартну піраміду населення, змушуючи все вужчу базу молодих людей забезпечувати та піклуватися про більшу когорту старших, навіть коли вони намагаються створити власні сім’ї. 2014 року коефіцієнт демографічного навантаження (співвідношення людей старше 65 років до осіб у віці 15–65 років, що вказує на співвідношення залежного населення літнього віку до осіб працездатного віку) становив 40%. Очікується, що до 2036 року цей показник зросте до 60%, а до 2060 року майже до 80%.

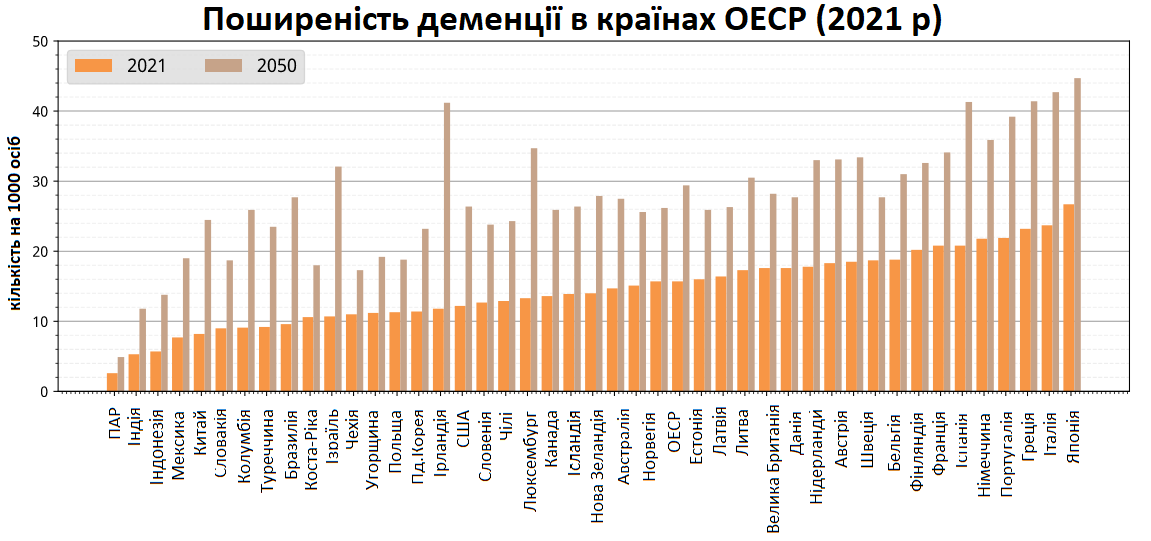
Поширеність деменції серед країн ОЕСР (на 1000 людей)

Літні японці традиційно довіряють піклування про себе своїм дорослим дітям, а урядова політика все ще заохочує створення «санседай кадзоку» (яп. 三世代家族,, «сімейство трьох поколінь»), де подружня пара піклується як про дітей, так і про батьків. 2015 року 177 600 осіб у віці від 15 до 29 років безпосередньо доглядали за старшим членом сім’ї. Однак міграція молодих людей у великі міста Японії, поява жінок на робочих місцях та зростання вартості догляду як за молодими, так і за літніми утриманцями вимагали нових рішень, такі як будинки престарілих, садки для дорослих та домашні оздоровчі програми. Щороку Японія закриває 400 початкових і середніх шкіл, перетворюючи деякі з них на центри догляду за людьми літнього віку.
У 2008 році було зафіксовано існування приблизно 6000 спеціальних будинків престарілих, які опікувалися 420 000 японських літніх людей. Оскільки в Японії багато подібних закладів, попит на доглядальників є високим. Незважаючи на це, перевагу в Японії надають сімейним опікунам як основним, та передбачається, що японські літні люди можуть виконувати повсякденні дії з меншою допомогою та жити довше, якщо їхній основний опікун є родичем.
Багато літніх людей живуть самотньо та ізольовано. Щороку тисячі смертей залишаються непоміченими протягом кількох днів або навіть тижнів; таке сучасне явище називається «кодокусі» (яп. 孤独死,, «самотня смерть»).
Наявний дохід старшого населення у Японії збільшив бізнес в галузі досліджень біомедичних технологій у косметиці та регенеративній медицині.

### Політичні
Токійська агломерація є практично єдиним регіоном в Японії, де спостерігається зростання чисельності населення, здебільшого за рахунок внутрішньої міграції з інших частин країни. З 2005 по 2010 рік населення 36 із 47 префектур Японії скоротилося на 5%. Багато сільських і приміських районів борються з епідемією покинутих будинків (8 мільйонів по всій Японії). Хіроя Масуда, колишній міністр внутрішніх справ і комунікацій, який очолює приватний аналітичний центр Japan Policy Council, підрахував, що приблизно половина муніципалітетів у Японії може зникнути до 2040 року через міграцію молоді, особливо молодих жінок, із сільської місцевості до Токіо, Осаки та Наґої, де зараз зосереджено близько половини населення Японії. Уряд створив цільову групу регіонального відновлення та зосереджується на розвитку регіональних центрів, особливо Саппоро, Сендаю, Хіросіми та Фукуоки.

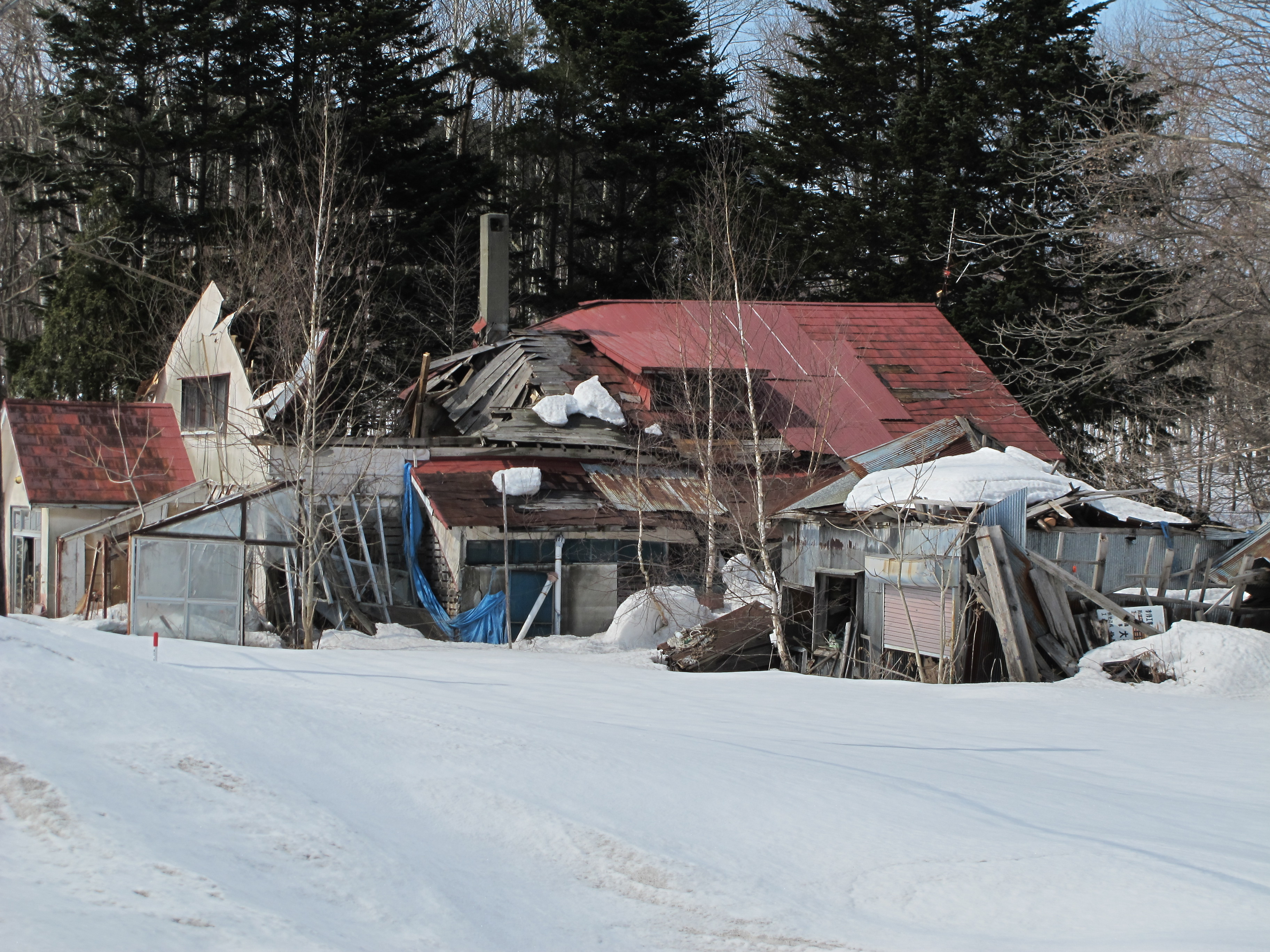
Покинутий дім у повіті Юбарі, Хоккайдо

Внутрішня міграція та скорочення населення створили серйозний регіональний дисбаланс виборчої влади, де вага одного голосу залежить від того, де він був поданий. Деякі знелюднені райони посилають утричі більше представників на одного виборця до Національного парламенту, ніж їхні зростаючі міські аналоги. 2014 року Верховний суд Японії оголосив, що розбіжності у виборчих повноваженнях порушують Конституцію, але правляча Ліберально-демократична партія, яка спирається на виборців із сільської місцевості та старших виборців, не поспішає здійснити необхідні зміни.

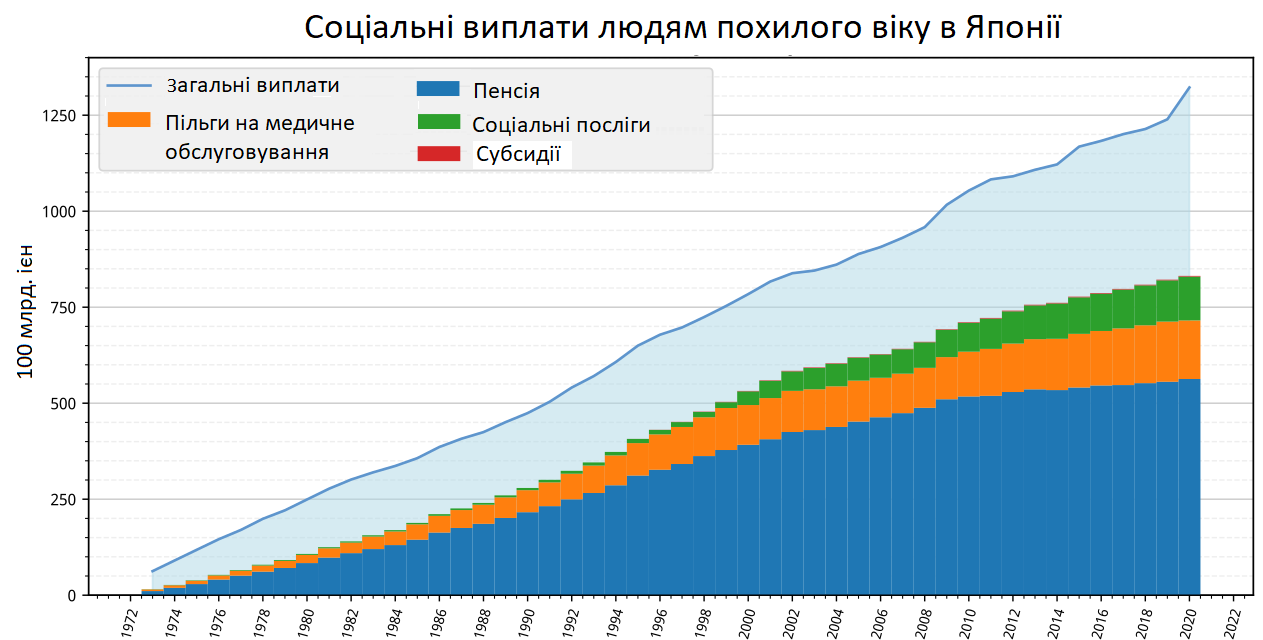
Соціальні виплати людям літнього віку в Японії

Зростання частки літніх людей має великий вплив на державні витрати та політику. Ще на початку 1970-х років витрати на державні пенсії, охорону здоров’я та соціальні послуги для людей літнього віку становили лише близько 6% національного доходу Японії. 1992 року ця цифра зросла до 18%, і очікується, що вона зросте до 28% у 2025 році. Також очікується, що система охорони здоров’я та пенсійна система також зазнають серйозної напруги. У середині 1980-х років уряд почав переоцінювати відносний тягар держави та приватного сектору в галузі охорони здоров’я та пенсійного забезпечення, і встановив політику контролю державних витрат на ці програми.
Через меншу схильність до споживання у літніх людей, попит на різні товари знижується, що своєю чергою призводить до зниження інфляції; це узгоджується з емпіричними даними, які твердять, що старіння населення призводить до дефляції. Старіння Японії є головним чинником того, що країна має один із найвищих державних боргів у світі — 246,14% ВВП.

### Економічні

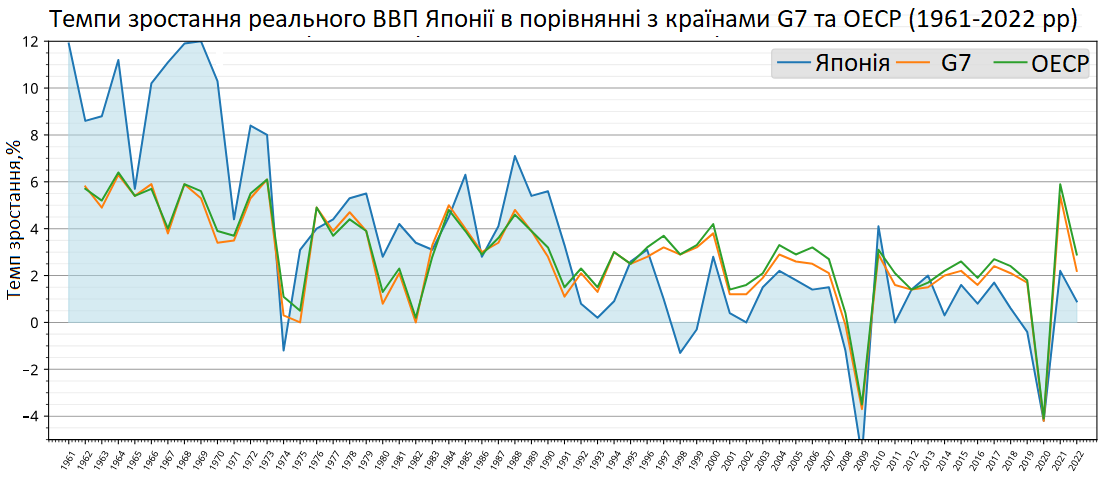
Темпи зростання реального ВВП Японії

У 1980-х роках на ринку праці Японії зросла кількість робітників старшого віку та виникла нестача молодих працівників через такі чинники, як японська практика працевлаштування та працевлаштування жінок. 2002 року Бюро перепису населення США підрахувало, що до 2030 року в Японії кількість молодих працівників скоротиться на 18%, а споживачів – на 8%. Зараз японський ринок праці перебуває під тиском, щоб задовольнити потреби в робочій силі, маючи 125 робочих місць на кожні 100 шукачів роботи наприкінці 2015 року, оскільки старше покоління виходить на пенсію, а молодих спеціалістів стає все менше.
Японія радикально змінила свою систему охорони здоров’я, запровадивши страхування у випадку тривалого догляду в 2000 році. Уряд також інвестував у медичні технології, такі як регенеративні ліки та клітинна терапія, щоб залучити та утримати більше літнього населення на робочих місцях. Ряд малих і середніх підприємств (МСП) також запровадили нову практику для утримання працівників-пенсіонерів, наприклад, шляхом покращення робочого місця, а також робочих завдань, спеціально розроблених для літніх працівників.
У 1980-х і 1990-х роках японські компанії підвищили обов’язковий пенсійний вік з 55 до 65 років, причому багато з них дозволяли своїм працівникам залишатися й після його досягнення. Уряд поступово підвищив вік виплати пенсії з 60 до 65 років. Недоліки в пенсійній системі змусили багатьох пенсіонерів залишитися на робочих місцях, а деякі літні люди опинилися за межею бідності.
Пенсійний вік може ще більше підвищитися у майбутньому, якщо збільшиться частка людей літнього віку. Дослідження, проведене Департаментом з економічних та соціальних питань ООН у 2000 році, показало, що Японії потрібно буде підвищити свій пенсійний вік до 77 років (або дозволити чисту імміграцію 17 мільйонів до 2050 року), щоб зберегти своє співвідношення працюючих до пенсіонерів.
Найменш бажані галузі, такі як сільське господарство та будівництво, стикаються з найбільшою загрозою. Середній вік фермера в Японії становить 70 років; в той час як близько третини будівельників старше 55 років, а багато хто з них, як очікується, вийде на пенсію в найближчі десять років, лише кожен десятий молодший 30 років. Зменшення працездатного населення також спричинило скорочення чисельності японської армії.
Зменшення прошарку населення працездатного віку може призвести до скорочення економіки, якщо продуктивність не зростатиме швидше, ніж скорочуватиметься робоча сила в Японії. За оцінками ОЕСР, подібна нестача робочої сили в Австрії, Німеччині, Греції, Італії, Іспанії та Швеції пригнічуватиме економічне зростання Європейського Союзу на 0,4% щорічно з 2000 по 2025 рік, після чого нестача коштуватиме ЄС 0,9% зрісту. У Японії дефіцит робочої сили сповільнюватиме зростання на 0,7% щорічно до 2025 року, після чого країна буде відчувати щорічну втрату у 0,9%.

## Місця з високим рівнем народжуваності

### Наґареяма
Місто Наґареяма в префектурі Тіба знаходиться за 30 кілометрів на схід від Токіо. На початку 2000-х років Наґареяма пережила масовий відтік молоді через відсутність дитячих закладів. 2003 року тодішній мер Ідзакі Йосіхару зробив інвестиції в дитячі центри основним напрямком витрат міста, розбудувавши таку інфраструктуру, як транзитне обслуговування на станції Наґареяма-centralpark, де батьки можуть висаджувати своїх дітей по дорозі на роботу, після чого дітей возять до садочків на автобусах, якими керують місцеві літні люди, та в літній табір під час канікул, поки їхні батьки працюють. Ці ініціативи переманили молодих працюючих батьків із Токіо до Наґареями. З 2006 по 2019 рік населення міста зросло більш ніж на 20%, а багато людей назвали догляд за дітьми однією з головних причин переїзду. 85% сімей у місті мають більше однієї дитини, і очікується, що кількість маленьких дітей у найближчому майбутньому перевищить кількість людей літнього віку.

### Мацудо та Акасі
З 2015 року населення міста Мацудо в префектурі Тіба зросло на 3,1%. Кажуть, що це збільшення пов’язане з дитячими садками поблизу або всередині залізничних вокзалів, де немає списків очікування, та створенням коворкінгів, які включають  кімнати для догляду за дітьми.
Населення міста Акасі в префектурі Хьоґо зросло на 3,6%. Це пов’язано з дитячим закладом із великим критим ігровим майданчиком біля місцевої залізничної станції JR, побудованим у 2017 році. Абонентське обслуговування в регіоні також включає безкоштовну доставку дитячих речей, таких як підгузки.

### Західна Японія

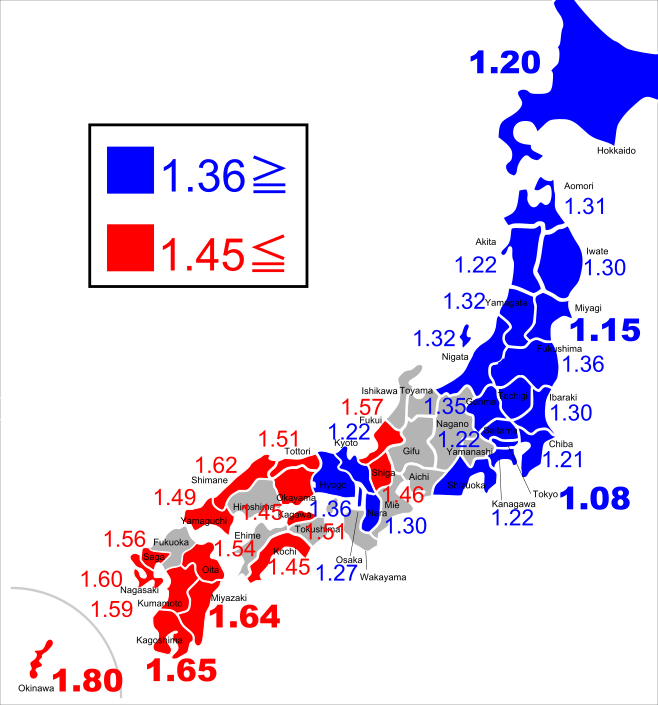
Японські префектури за сумарним коефіцієнтом народжуваності (СКН) у 2021 році

Західна Японія (Кюсю, регіон Тюґоку та Сікоку) має вищий рівень народжуваності, ніж Центральна та Східна Японія. 13 із 15 префектур із СКН 1,45 або вище розташовані в регіонах Кюсю, Тюґоку або Сікоку, а дві інші — префектури Фукуй та Саґа. Префектури з низьким СКН зосереджені у східній або північній Японії.

#### Префектура Окінава
У префектурі Окінава спостерігається найвищий рівень народжуваності в Японії протягом понад 40 років з моменту початку обліку в 1899 році. 2018 року Окінава була єдиною префектурою з природним приростом населення: 15 732 народжень та 12 157 смертей; у той час як середній національний коефіцієнт народжуваності того року становив 1,42, причому в Токіо був найнижчий показник 1,20, а на Окінаві — 1,89. Середній вік вступу в шлюб у цій префектурі також нижчий: 30 років для чоловіків і 28,8 років для жінок; середній вік загалом по країні становить 31,1 року для чоловіків і 29,4 року для жінок.
Серед причин того, що сім’ї, як правило, мають більше двох дітей, називають соціальні норми Окінави, нижчу вартість життя, а також низький рівень стресу та конкурентний рівень освіти, незважаючи на те, що Окінава має нижчий рівень добробуту дітей порівняно з іншими регіонами Японії. Окінавська культура також наголошує на формі взаємодопомоги під назвою «юімару», коли родичі живуть поруч, щоб допомогти членам сім’ї у вихованні дітей. На Окінаві також зростає кількість «ікумен», батьків, які активно займаються вихованням дітей.

## Урядова політика
Уряд Японії розробив політику заохочення народжуваності та утримання більшої частини населення, особливо жінок та літніх людей, серед робочої сили. Стимули для створення сім’ї включають розширення можливостей догляду за дітьми, нові пільги для тих, хто має дітей, і державну службу знайомств. Політика, зосереджена на залученні більшої кількості жінок на робочому місці, включає тривалішу відпустку у зв’язку з вагітністю та пологами та правовий захист від дискримінації під час вагітності, відомий у Японії як «матахара» (яп. マタハラ,, переслідування материнства). Однак цей набір стратегій, спрямованих на залучення більшої кількості жінок на робочі місця в рамках плану економічного відновлення прем’єр-міністра Абе Сіндзо, насилу долає культурні бар’єри та вкорінені стереотипи.
Ця політика виявилася корисною для повернення жінок на робочі місця після народження дітей, але вчені відзначили, що вона також може заохочувати продуктивність серед жінок, які вирішили не мати дітей. Уряд Японії запровадив іншу політику, спрямовану на вирішення питання зростаючого населення літнього віку, особливо в сільській місцевості, згідно з нею, держава намагається запровадити та покращити соціальні послуги, такі як заклади довгострокового догляду, садки для дорослих або допомога медсестер на дому, які можуть допомогти сім’ям удома. 1990 року був запроваджений Золотий план, мета якого — покращення цих послуг і зменшення тягаря догляду, який покладено на сім’ї; в 2000 році було введено страхування у випадку тривалого догляду.
13 червня 2023 року кабінет Кісіди на засіданні затвердив виконання «Стратегічної політики щодо майбутнього дітей», щоб запровадити контрзаходи проти зниження народжуваності під іншим кутом зору. Уряд Кісіди має намір запровадити «Систему догляду для всіх дітей» (попередня назва), яка реалізується до 2024 року. Ця система дозволить батькам гнучко брати відпустку, яку можна використовувати на погодинній основі, незалежно від умов праці. Метою є повномасштабне впровадження цієї системи в 2025 році. Крім того, буде підвищено розмір дитячої допомоги: допомога на першу та другу дитину становитиме 15 000 єн на місяць для дітей віком від 0 і до 3 років та 10 000 єн на місяць від 3 років і до шкільного віку. Для третьої та наступних дітей щомісячна сума становитиме 30 000 єн від 0 і до шкільного віку.

### Імміграція
Чисте зменшення чисельності населення через історично низький рівень народжуваності підняло питання імміграції як способу компенсації нестачі робочої сили. Професор Цуя Норіко з Університету Кейо стверджує про неможливість боротися з низькою народжуваністю в Японії через зростання імміграції. Уряд має продовжувати працювати над допомогою жінкам та парам збалансувати роботу та сімейні ролі, щоб підвищити народжуваність. Хоча опитування громадської думки, як правило, демонструють дуже низьку підтримку імміграції, частина людей підтримує збільшення кількості мігрантів працездатного віку на тимчасовій основі для збереження економічної стабільності Японії. Порівняльні огляди показують, що японське ставлення до вихідців з інших країн є загалом нейтральним, тим самим Японія знаходиться посередині рейтингу сприйняття мігрантів серед розвинених країн.
Уряд Японії намагається підвищити рівень туризму щоб стимулювати економіку країни. Держава також розширяє можливості для іноземних студентів, дозволивши їм працевлаштуватися та потенційно залишитися в Японії.

### Баланс між роботою та особистим життям
Японія розширила свою політику щодо балансу між роботою та особистим життям з метою покращення умов праці задля збільшення народжуваності. В червні 2010 року набув чинності Закон про відпустку з догляду за дитиною та сім’єю. Закон надає батькам можливість взяти відпустку до одного року після народження дитини з можливістю продовження ще на шість місяців, якщо дитину не прийнято до дитячого садка. Також працівникам, які мають дітей дошкільного віку, надаються пільги: відпустка до п'яти днів у разі каліцтва або хвороби дитини, обмеження розміру понаднормової роботи понад 24 години на місяць за бажанням працівника, обмеження роботи до пізньої ночі за бажанням працівника, а також можливості скорочення робочого часу та гнучкий графік.
Цілі законів полягали в тому, щоб у наступне десятиліття збільшити рівень зайнятості жінок з 65% до 72%; зменшити відсоток робітників, працюючих 60 годин на тиждень або більше, з 11% до 6%; збільшити рівень використання щорічної оплачуваної відпустки з 47% до 100%; збільшити кількість відпусток з догляду за дитиною з 72% до 80% для жінок та з 0,6% до 10% для чоловіків; а також збільшити кількість годин, які чоловіки витрачають на догляд за дітьми до шести років та роботу по дому  з 1 години до 2,5 годин на день.

## Порівняння з іншими країнами
Населення в Японії старіє швидше, ніж у будь-якій іншій країни на планеті. Процент людей віком 65 років і старше подвоївся приблизно за 24 роки, з 7,1% у 1970 році до 14,1% у 1994 році. Рівносильне збільшення тривало 61 рік в Італії, 85 років у Швеції та 115 років у Франції. Очікувана тривалість життя жінок у Японії становить 87 років, що на п’ять років більше, ніж у США, а очікувана тривалість життя чоловіків — 81 рік, що на чотири роки більше, ніж в Америці. Також у Японії більше столітніх людей, ніж у будь-якій іншій країні (58 820 у 2014 році, або 42,76 на 100 000 осіб). Майже кожен п'ятий довгожитель світу живе в Японії, а 87% з них — жінки.
На відміну від Японії, більш відкрита імміграційна політика дозволила Австралії, Канаді та Сполученим Штатам збільшити кількість робочої сили, незважаючи на невисокий рівень народжуваності. Однак політичні лідери та народ Японії відкидають розширення імміграції через страх перед скоєнням насильницьких (насамперед, сексуальних) злочинів, які чинять мігранти, та бажання зберегти свою культуру та традиції.

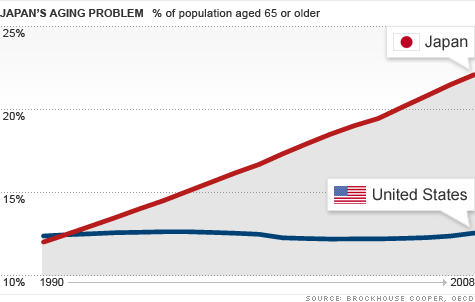
Порівняння зі США (відсоток людей літнього віку)

Оскільки у розвинених країнах продовжує покращуватися медичне обслуговування та знижується рівень народжуваності, кількість літніх людей продовжує зростати. У 1970–1975 роках лише 19 країн мали рівень народжуваності нижчий за рівень відтворення, а країн із надзвичайно низьким рівнем (<1,3 дитини на жінку) взагалі не було. Однак між 2000 та 2005 роками існувало 65 країн з народжуваністю нижче рівня відтворення, 17 з яких із надзвичайно низькою.
Історично склалося так, що європейські країни мали найбільший відсоток населення літнього віку, оскільки вони раніше за інших стали розвиненими, зазнаючи подальшого падіння рівня народжуваності. Однак багато країн Азії та Латинської Америки швидко підхопляють цю тенденцію. 2015 року 22 з 25 найстаріших країн були розташовані в Європі, але очікувалося, що регіони Азії, такі як Південна Корея, Гонконг і Тайвань, потраплять у список до 2050 року. У Кореї, де рівень народжуваності є найнижчим у світі (0,81 дитини на жінку станом на 2022 рік), чисельність населення за прогнозами досягне піку в 2030 році. Менші держави Сінгапур і Тайвань також намагаються підвищити рівень народжуваності з рекордно низьких показників і впоратися з масовим старінням. Рівень народжуваності в Китаї нижчий, ніж в Японії, а старіння відбувається швидше, ніж в майже в будь-якій іншій країні сучасної історії. Більше третини літніх людей (від 65 років і старше) живуть у Східній Азії та Тихоокеанському регіоні, а багато економічних проблем, які виникли в Японії, ризикують поширитися й на решту регіону. Згідно прогнозів Всесвітнього економічного форуму, до 2050 року кількість японців літнього віку становитиме 37,5% населення країни, проте відсоток літніх південнокорейців та мешканців Гонконгу буде ще більшим — 39,4% та 40,6% відповідно.
Населення Індії старіє з такою ж швидкістю, як і японське, але з 50-річним відставанням. Дослідження демографії Індії та Японії за період з 1950 по 2015 рік у поєднанні з середніми варіативними оцінками за період з 2016 по 2100 рік показує, що Індія на 50 років відстає від Японії в процесі старіння.
Однією з відмінних рис літнього населення Японії є те, що воно швидко зростає та має одну з найвищих очікуваних тривалостей життя. За даними Всесвітньої організації охорони здоров'я, японці здатні прожити 75 років повністю здоровими та без будь-яких вад. Демографічні дані показують, що японське суспільство старше та швидше старіє, ніж американське.